# 60.
60. je sedmo desetletje v 1. stoletju med letoma 60 in 69. 